# Ajunul Anului Nou
Ajunul Anului Nou, Revelionul sau Sfântul Silvestru este ziua de 31 decembrie, ultima zi a anului din calendarul gregorian. În societățile moderne, Ajunul Anului Nou este sărbătorit în adunări sociale, în timpul cărora participanții dansează, mănâncă, consumă băuturi alcoolice și urmăresc focuri de artificii care marchează începutul noului an, dar din cauza pandemiei Covid-19, în anul 2021 nu au fost focuri de artificii, petreceri, etc., în majoritatea țărilor din lume.

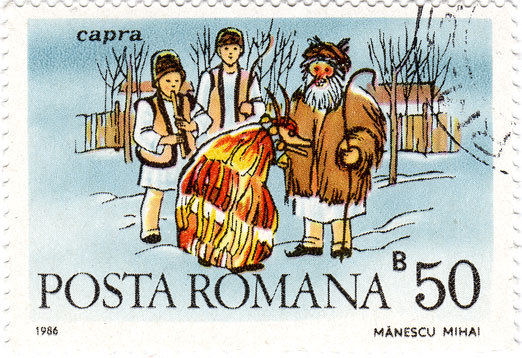
Obiceiuri de Anul Nou

## În România
Pe 31 decembrie, în România, sătenii merg cu plugușorul din casă în casă pentru a ura lumea de Anul Nou, dorindu-le un „prosper nou an” (La mulți ani!). 
În această zi se pregătesc bucate alese, băuturi pe măsura evenimentului care urmează, adică Revelionul, și se pun la punct detaliile prin care se trimit felicitări și urări. În diferite zone ale României se practică jocuri cu măști (dansul mascaților) sau se cântă Sorcova de unde vine și sorcovitul (agitarea unei baghete pentru urări), unde se urează ca anul ce vine să fie mai bogat și mai norocos. Sorcovitul poate fi și prilej de blesteme.